# Municipio de Spring Creek (condado de Mahaska)
El municipio de Spring Creek (en inglés: Spring Creek Township) es un municipio ubicado en el condado de Mahaska en el estado estadounidense de Iowa. En el año 2010 tenía una población de 1583 habitantes y una densidad poblacional de 18,91 personas por km².

## Geografía
El municipio de Spring Creek se encuentra ubicado en las coordenadas 41°17′29″N 92°35′35″O / 41.29139, -92.59306. Según la Oficina del Censo de los Estados Unidos, el municipio tiene una superficie total de 83.7 km², de la cual 83,2 km² corresponden a tierra firme y (0,59 %) 0,49 km² es agua.

## Demografía
Según el censo de 2010, había 1583 personas residiendo en el municipio de Spring Creek. La densidad de población era de 18,91 hab./km². De los 1583 habitantes, el municipio de Spring Creek estaba compuesto por el 97,28 % blancos, el 0,76 % eran afroamericanos, el 0,63 % eran amerindios, el 0,57 % eran asiáticos, el 0,19 % eran de otras razas y el 0,57 % eran de una mezcla de razas. Del total de la población el 0,82 % eran hispanos o latinos de cualquier raza.